# Nicolás IV de Werle
Nicolás IV, señor de Werle[-Goldberg], apodado Poogenoge ("Ojos de cerdo") (n. antes de 1331; m. entre el 14 de marzo y 13 de noviembre de 1354) fue desde 1350 a 1354 señor de Werle-Goldberg.

## Biografía
Era el hijo de Juan III y Matilde de Pomerania (n. antes de 1319, m. 1331). Supuestamente recibió su apodo por la forma y el aspecto de sus ojos.
Inicialmente gobernó el dominio de Werle-Goldberg junto con su padre Juan III y desde 1350 en solitario. Aún firmó un tratado de paz el 14 de marzo de 1354, pero no se le menciona después del 13 de noviembre de ese año.
Se casó con Inés (m. después de 1361). Presumiblemente, ella era una hija de Ulrico II de Lindow-Ruppin. Después de la muerte de Nicolás, se casó con Juan I de Mecklemburgo-Stargard.

## Descendencia
Nicolás tuvo al menos tres hijos:
- Juan IV le sucedió como señor de Werle-Goldberg
- Matilde (m. antes del 17 de diciembre de 1402) se casó con Lorenzo de Werle
- Inés se casó con Juan VI de Werle-Waren